# Шведенек
Шведенек (нем. Schwedeneck) — община в Германии, в земле Шлезвиг-Гольштейн. 
Входит в состав района Рендсбург-Экернфёрде. Подчиняется управлению Денишенхаген.  Население составляет 2938 человек (на 31 декабря 2010 года). Занимает площадь 28,5 км².